# Capital propi
En finances, el capital propi (o patrimoni net o fons propis) és una participació en la propietat que es pot compensar amb deutes o altres passius. El patrimoni net es mesura a efectes comptables restant els passius del valor dels actius en propietat. Per exemple, si algú té un cotxe per valor de 24.000 euros i deu 10.000 euros pel préstec utilitzat per comprar el cotxe, la diferència de 14.000 euros és patrimoni. L'equitat es pot aplicar a un sol actiu, com ara un cotxe o una casa, o a un negoci sencer. Un negoci que necessita iniciar o ampliar les seves operacions pot vendre el seu capital per tal d'aconseguir efectiu que no s'ha de pagar en un calendari establert.
Si els passius d’un actiu superen el seu valor, la diferència s'anomena dèficit i l’actiu es diu que està “sota l’aigua” o “al revés”. En finances públiques o sense ànim de lucre, el patrimoni net es coneix com a “posició neta” o “actiu net”.

## Orígens
El terme "equity" descriu aquest tipus de propietat en anglès perquè es regulava mitjançant el sistema de llei d'equitat que es va desenvolupar a Anglaterra durant la Baixa Edat Mitjana per satisfer les creixents demandes de l'activitat comercial. Mentre que els tribunals de dret comú més antics tractaven qüestions de títol de propietat, els tribunals d'equitat tractaven els interessos contractuals en propietat. El mateix actiu podria tenir un propietari en el patrimoni net, que tenia l'interès contractual, i un propietari separat per llei, que ostentava el títol indefinidament o fins que es compleixi el contracte. Les disputes contractuals es van examinar tenint en compte si els termes i l'administració del contracte eren justos, és a dir, equitatius.

## Actius únics
Un actiu comprat amb un préstec garantit té capital. El prestador té dret a recuperar l’actiu si el comprador no paga el préstec. El saldo patrimonial mesura la propietat parcial del comprador. Les condicions del préstec determinen si el prestador pot recuperar l’actiu en cas de dèficit. Els habitatges solen finançar-se amb préstecs sense recurs, mentre que altres actius es financen amb préstecs amb recurs total. En el primer cas, el prestador assumeix el risc de dèficit, mentre que en el segon cas, el prestatari és responsable de qualsevol dèficit.
El patrimoni net d'un actiu es pot utilitzar per garantir passius addicionals. Els exemples habituals inclouen els préstecs sobre el valor de l'habitatge i les línies de crèdit sobre el valor de l'habitatge. Aquests augmenten el passiu total vinculat a l'actiu i disminueixen el patrimoni del propietari.

## Entitats empresarials
Una empresa té una estructura de deute complexa. Alguns passius poden estar garantits per actius específics o per tots els actius de l’empresa. En cas de fallida, l’empresa pot haver de vendre actius per recaptar diners. El patrimoni de l’empresa mesura la quantitat d’actius que pertanyen als propietaris.

### Comptabilitat
La comptabilitat financera defineix el patrimoni net d'una empresa com el saldo net dels seus actius reduït pels seus passius. Per a un negoci en conjunt, aquest valor de vegades s'anomena capital total, per distingir-lo del patrimoni d'un sol actiu. L'equació comptable fonamental requereix que el total dels passius i el patrimoni net sigui igual al total de tots els actius al tancament de cada període comptable. Per satisfer aquest requisit, tots els esdeveniments que afectin el total de l'actiu i el total del passiu de manera desigual s'han de reportar eventualment com a canvis en el patrimoni net. Les empreses resumeixen el seu patrimoni net en un estat financer conegut com a balanç (o estat de posició neta) que mostra els actius totals, els saldos específics del patrimoni net i el passiu total i el patrimoni net (o dèficit).
En un balanç de situació poden aparèixer diversos tipus de capital, depenent de la forma i la finalitat de l'entitat empresarial. Les accions preferents, el capital social (o capital social) i l'excedent de capital (o el capital pagat addicional) reflecteixen les contribucions originals a l'empresa dels seus inversors o organitzadors. Les accions d'autocartera apareixen com un saldo contra el patrimoni net (una compensació del patrimoni net) que reflecteix l'import que l'empresa ha pagat per recomprar accions als accionistes. Els guanys acumulats (o dèficit acumulat) són el total acumulat dels ingressos nets i les pèrdues de l'empresa, exclosos els dividends. Al Regne Unit i altres països que utilitzen els seus mètodes comptables, el patrimoni net inclou diversos comptes de reserva que s'utilitzen per a conciliacions particulars del balanç.
L’estat de canvis en el patrimoni net és un estat financer que detalla els canvis en els comptes patrimonials d’un període a un altre. Diversos esdeveniments poden afectar el capital d’una empresa.
- Inversions de capital : les aportacions d'efectiu de fora de l'empresa augmenten el seu capital base i el seu excedent de capital en la quantitat aportada.
- Resultats acumulats : els ingressos o les pèrdues es poden acumular en un compte de capital anomenat "Guanys acumulats" o "Dèficit acumulat", depenent del seu saldo net.
- Resultats de la inversió no realitzada : els canvis en el valor dels valors que posseeix l'empresa, o les participacions en moneda estrangera, s'acumulen al seu patrimoni net.
- Dividends : l'empresa redueix els seus guanys retinguts per la quantitat d'efectiu a pagar als accionistes.
- Recompra d'accions : quan l'empresa compra accions a la seva pròpia autocartera, l'import pagat per les accions es reflecteix al compte d'autocartera.
- Liquidació : una empresa que liquida amb patrimoni positiu pot distribuir-la als propietaris en un o diversos pagaments en efectiu.

### Invertir
La inversió en capital és el negoci de comprar accions d'empreses, ja sigui directament o d'un altre inversor, amb l'expectativa que les accions obtinguin dividends o es puguin revendre amb una plusvàlua. Els titulars de capitals solen rebre drets de vot, és a dir, poden votar sobre els candidats al consell d'administració i, si la seva participació és prou gran, influir en les decisions de gestió.

#### Fonaments legals
Els inversors d'una empresa de nova creació han d'aportar-hi una quantitat inicial de capital perquè pugui començar a negociar. Aquesta quantitat aportada representa la participació dels inversors en el capital de l'empresa. A canvi, reben accions de les accions de l'empresa. Sota el model d'una societat anònima, l'empresa pot mantenir el capital aportat mentre romangui en el negoci. Si es liquida, ja sigui per decisió dels propietaris o mitjançant un procés de fallida, els propietaris tenen un dret residual sobre el patrimoni eventual de l'empresa. Si el patrimoni net és negatiu (un dèficit), els creditors no pagats tenen una pèrdua i la reclamació dels propietaris és nul·la. Amb responsabilitat limitada, els propietaris no estan obligats a pagar ells mateixos els deutes de l'empresa sempre que els llibres de l'empresa estiguin en ordre i no hagi implicat els propietaris en fraus.
Quan els propietaris d'una empresa són accionistes, el seu interès s'anomena capital social. És la diferència entre l'actiu i el passiu d'una empresa, i pot ser negativa. Si tots els accionistes formen part d'una mateixa classe, comparteixen per igual el capital propi des de totes les perspectives. No és estrany que les empreses emetin més d'una classe d'accions, amb cada classe amb la seva prioritat de liquidació o drets de vot. Això complica l'anàlisi tant per a la valoració d'accions com per a la comptabilitat.